# Off Season (2019)
Off Season ist ein deutscher Spielfilm von Henning Beckhoff. Er feierte seine Weltpremiere am 14. Februar 2019 auf der 69. Berlinale in der Sektion Perspektive Deutsches Kino.

## Handlung
Judith (40) wird von ihrem Freund Gregor (41) mit einem Wellnessurlaub auf Sizilien überrascht, um sich von der Arbeit zu erholen. Das Hotel wirkt in der Nebensaison wie ausgestorben und bietet wenig Ablenkung. Da die Beziehung des Paares kriselt und Judith keine Lust auf Urlaub hat, sind die Anrufe aus der Firma ihres Vaters eine willkommene Abwechslung. Es sind die letzten Monate vor der Geburt des gemeinsamen Kindes und Judith sieht nicht ein, weshalb die Schwangerschaft ihr Leben beeinträchtigen sollte. Gregors Erwartungen an die zukünftige Familie und der Druck auf Judiths Beruf, verstärken in ihr den Drang sich zu befreien. Die letzten Tage in dem Resort werden zu einem Machtkampf, bei dem es um die Vereinbarkeit von Familie, beruflichem Erfolg und Selbstbestimmung geht. Ein Brief über die Zukunft soll schließlich entscheiden, wie es weitergeht aber Judith entwickelt eigene Pläne. Sie läuft davon. In Palermo trifft sie verschiedene Frauen – und auf die Schutzpatronin der Stadt: Durch die heilige Rosalia, erkennt sie einen Teil von sich selbst, den sie lange verkannt hat.

## Kritik und Hintergrund
„An den Spielarten der Liebe lässt sich ein ausdrucksstarkes Bild der heutigen Generation der 25- bis 45-Jährigen aufzeigen. (...) Die Filmemacher*innen und ihre Figuren sind kreativ, egozentrisch, hedonistisch und bewegen sich im Spannungsfeld von Abenteuerlust und Selbstverwirklichung einerseits und der Sehnsucht nach Vertrauen und Sicherheit andererseits.“

"OFF SEASON arbeitet mit einer Genauigkeit und Stilsicherheit, die wir unbedingt hervorheben möchten. Der Film ist eine Gesamtkomposition aller Gewerke. Kamera, Licht, Ton, Musik, Ausstattung, Maske, Kostüm, Drehbuch, Regie und Schauspiel finden sich in einem stilistischen Wurf, der sehr sensibel ein relevantes Thema – welche Erwartungen werden in unserer Gesellschaft an den Körper einer Frau und die Rolle der Mutter gestellt – aufgreift und aufzeigt. Die Tatsache, dass uns beide Figuren nicht sympathisch werden wollen, uns ihre Geschichte und ihre Konflikte dennoch berühren, hat uns sehr beeindruckt."
Der Film entstand als Master-Abschlussfilm an der Filmuniversität Babelsberg Konrad Wolf.